# Garreta morosus
Garreta morosus là một loài bọ cánh cứng trong họ Bọ hung (Scarabaeidae).